# والنتین دارتیلوف
والنتین دارتیلوف (بلغاری: Валентин Дъртилов؛ زادهٔ ۱۴ اوت ۱۹۶۷) بازیکن فوتبال اهل بلغارستان است.
از باشگاه‌هایی که در آن بازی کرده است می‌توان به باشگاه فوتبال قیصریه‌اسپور، باشگاه فوتبال لفسکی صوفیه، و باشگاه فوتبال هبار پازارجیک اشاره کرد.
وی همچنین در تیم‌های ملی فوتبال زیر ۲۱ سال بلغارستان و بلغارستان بازی کرده است.